# Microcebus berthae
Microcebus berthae — вид лемуровидих приматів родини Макієві (Cheirogaleidae).

## Опис
Досягає довжини голови й тіла від 9 до 9,5 сантиметрів, хвіст 13 до 14 сантиметрів завдовжки. Вага від 24 до 38 грамів. Хутро коротке і щільне, червонувато-коричневе зверху і жовтувато-білого кольору знизу. Руки і ноги тьмяно бежеві. Хвіст також червонувато-коричневий, відносно довгий і більш волосатий, ніж інші макі. Голова кругла, помаранчева і помітно яскравіша, ніж тіло. Морда коротка, вуха великі. Є біла пляма між занадто великими очима.

## Середовище проживання
Цей вид обмежується областю Менабе на південному заході, на південь від річки Цирибігіна, Мадагаскар. Цей вид живе на площі сухих листяних лісів; можливо, іноді у вторинному лісу (від рівня моря до 150 м).

## Звички
Вид нічний та деревний, живиться фруктами і камеддю, у значній мірі спирається на солодкі виділення комах і тваринну речовину під час суворого сухого сезону. Microcebus berthae найменший примат у світі.

## Загрози та охорона
Серйозною загрозою для цього виду є втрата середовища проживання через незаконні рубки та підсічно-вогневе землеробство. Цей вид особливо чутливий до антропогенних порушень. Як найменший примат у світі, М. berthae також дуже уразливий для хижаків. Нещодавно створена 125000-гектарна Menabe-Antimena Protected Area забезпечує захист цього виду.